# Костёл Святого Казимира (Логойск)
Костёл святого Казимира — католический храм, находящийся в городе Логойск (Белоруссия). Построен в 1999 году по проекту архитектора М. Калечица. Расположен в центральной части Логойска, на левом берегу реки Гайны. Здание светло-бежевого цвета имеет современный силуэт, в котором прослеживаются черты неоготики.

## История
Храм возведён на месте разрушенного в середине XX века католического храма святого Казимира, который находился на месте бывшего фамильного костёла усыпальницы Тышкевичей. Рядом с храмом находится могила графа К. Тышкевича, на которой установлен памятник.
Церковь святого Казимира на протяжении четырёх веков своей истории 4 раза возводился заново. Храм был основан в 1604 году графом Александром Тышкевичем в знак его обращения в католическую веру. Деревянный храм сгорел в 1655 году во время войны 1654—1667 годов, Речи Посполитой с Русским царством.
17 апреля 1787 года граф А. Тышкевич взялся за возведение каменного костёла, строительство которого было завершено 20 октября 1793 года его сыном Викентием. Храм действовал до 1950 года, затем его закрыли и разобрали. В конце 1980-х годов верующие установили крест на месте бывшей святыни и стали добиваться разрешения на строительство костёла.
В 1991 году городские власти приняли решение о передаче этих земель Римско-католической церкви. Новый храм был построен менее чем за 10 лет. Отстроенный храм освящен 19 июня 1999 года.